# Þorlákur Þórhallsson

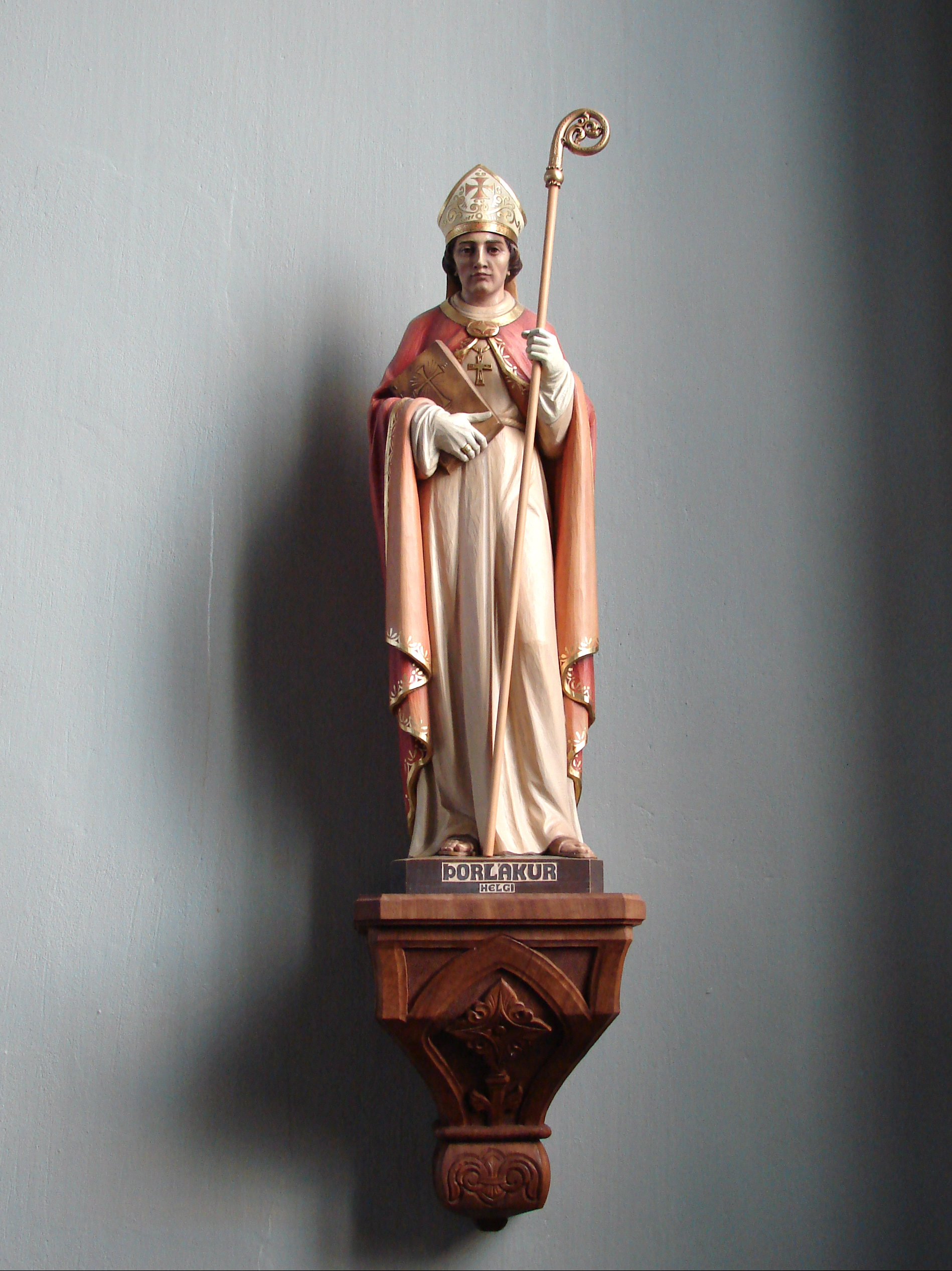
Statue von Þorlákur Þórhallsson in der Christ-König-Basilika in Reykjavík.

Þorlákur Þórhallsson (deutsch Thorlak Thorhallson) (* 1133 in Hlíðarendi, Fljótshlíð; † 23. Dezember 1193 in Skálholt) war Augustiner-Chorherr und von 1178 bis 1193 Bischof von Skálholt. Er ist der Schutzpatron Islands.

## Leben
Þorlákur Þórhallsson entstammte einer adligen Familie. Er war der Sohn von Þórhall Þorláksson in Hlíðarendi im Fljótshlíð, und dessen Frau Halla Steinadóttir.
Mit 15 Jahren wurde er zum Diakon und mit 18 Jahren zum Priester geweiht. Seine Ausbildung erhielt er bei einem Priester in Oddi in Rangárvellir. Vermutlich wollte er eine Ehe eingehen. Er studierte vermutlich von 1153 bis 1159 an der Schule des Chorherrenstifts von St. Victor in Paris. Er führte seine Studien am Chorherrenkapitel in Lincoln weiter.
Nach seiner Rückkehr soll er sich für das monastische Leben entschieden und seine Verlobung gelöst haben. Er lebte für sechs Jahre als Lehrer in Kirkjubær (Südisland).
Um 1168 gründete er mit Bischof Klængur Þorsteinsson (Klongr Thorsteinsson) von Skálholt das erste Stift der Augustiner-Chorherren in Island in Þykkvabæjarklaustur. Er leitete es zunächst als Prior, von etwa 1171 an als Propst.
1176 wurde er, von Klængur dazu ausersehen, Bischof von Skálholt. Am 1. Juli 1178 wurde er von Erzbischof Øystein Erlendsson in Nidaros (Trondheim) geweiht und nahm sein Amt bis zu seinem Tode wahr.

## Klostergründung und Besitzstreit
In Thorlaks Amtszeit wurde 1186 das Benediktinerinnenkloster in Kirkjubær (Kirkjubæjarklaustur) gegründet. Er erließ Vorschriften über die Fastenzeiten und reformierte die örtliche Kirche. Vor allem wandte er sich gegen die Sittenlosigkeit und die Gewohnheit einflussreicher Herren, sich Zweitfrauen (Kebsen) zu halten.
Im Sommer 1179 reiste er durch sein Bistum und bewog viele Bauern an den Ostfjorden dazu, ihre Höfe der Kirche zu übereignen und diese anschließend von der Kirche als Lehen zu empfangen. Der Vorteil für die Bauern lag darin, dass sie mit der Übergabe ihrer Höfe an die Kirche bei fortdauerndem Besitz diese vor dem Zugriff eines Goden oder eines anderen Mächtigen schützen konnten.
Nach seiner Rückkehr geriet er in heftigen Streit mit dem Goden Jón Loftsson in Oddi, einem der mächtigsten Männer des Landes, über die Oberhoheit über das Kirchengut, das nach dem traditionellen Eigenkirchenwesen dem Eigenkirchenherrn gehörte.
Es handelte sich hier um eine Spiegelung des gleichzeitig zwischen Kaiser und Papst schwelenden Investiturstreits.

## Heiligsprechung und Verehrung
Sein Nachfolger Páll Jónsson ließ seine Gebeine am 20. Juli 1198 zur Ehre der Altäre erheben (Translatio). Eine päpstliche Bestätigung wurde zunächst nicht eingeholt.
Sein Todestag, der 23. Dezember, wurde im Jahr danach auf dem Althing zu seinem Feiertag erklärt. Bischof Páll ließ einen Schrein für die Leiche erstellen, der auf den Hochaltar von Skálholt gesetzt wurde. Der Schrein bestand aus Gold, Silber und Edelsteinen.
Sein „Grab wurde zu Islands wichtigstem Wallfahrtsort, seine Person stand programmatisch für die Freiheit der Kirche von laikalem Einfluß; die Thorlak-Verehrung erhielt zusätzl[ich] eine nationale Note, als Island 1262 sich dem norwegischen Königtum unterwerfen mußte.“.
1237 wurde auch der 20. Juli als der Tag der Translatio zum Feiertag erklärt. Ihm wurden 56 Kirchen in Island geweiht.
Am 14. Januar 1984 bestätigte ihn Papst Johannes Paul II. als Schutzheiligen Islands.
Am 23. Dezember feiert man zur Erinnerung an ihn in Island die Þorláksmessa (Thorlaksmesse), sowie in Norwegen, auf den Färöern wo er ebenso verehrt wurde und seit dem 18. Jahrhundert auch in Schweden, u. a. auch Torlaksmesse, Tollesmesse, Sjursmesse oder Lilla julafton genannt.